# Klinik
För musikgruppen, se Klinik (musikgrupp).

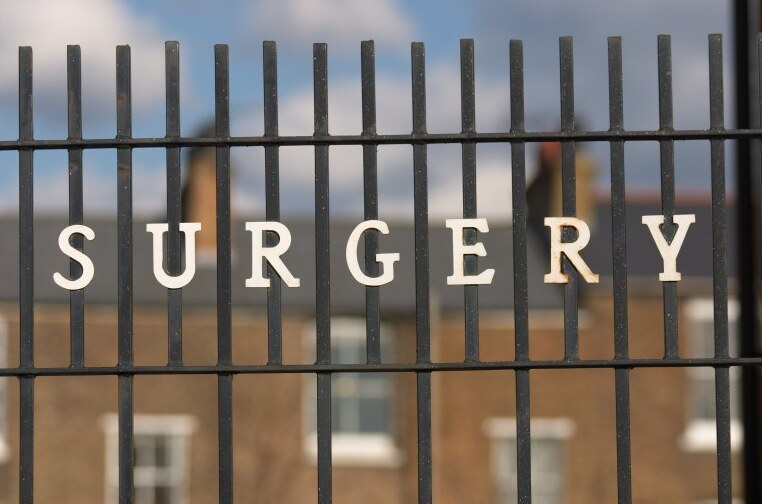
Ingången till en kirurgiklinik i Greenwich, London.

Klinik (grekiska: ’’kline’’, säng) är en tidigare benämning på sjukhusavdelning där praktisk undervisning i medicin gavs, numera en enhet på ett sjukhus, ansvarig för en viss eller ett par specialiteter.

## Vårdavdelningar
Den medicinska undervisningen vid sjuksängen kan ske i medicinens särskilda praktiska grenar. Sjukhusvården är uppdelad på olika avdelningar för behandling av olika sjukdomar och symptom, såsom för invärtes sjukdomar (medicinsk klinik), i kirurgiska fall (kirurgisk klinik), för barnsjukdomar (pediatrisk klinik), ögonsjukdomar (oftalmiatrisk klinik), öronsjukdomar (otiatrisk klinik), sinnessjukdomar (psykiatrisk klinik), veneriska sjukdomar (syfilidologisk klinik), kvinnosjukdomar (gynekologisk klinik), i barnförlossningskonst (obstetrisk klinik) m. m.
Huvudsaken vid den kliniska undervisningen är, att blivande läkare genom att under lärarens ledning se, undersöka och närmare studera den sjuke får en på egen erfarenhet grundad kunskap om sjukdomen och dess behandling.
Då patienterna endast tillfälligt ("ambulanter") infinner sig kallas detta undervisningssätt poliklinik eller öppenvård
I många länder är privata kliniker vanligt förekommande. 

## Djurklinik
En djurklinik är ett mindre djursjukhus som ofta är mer specialiserat, exempelvis på smådjur eller hästar. Djurkliniker tar oftast inte in patienter under längre tidsperioder och djur som måste behållas för vård hänvisas istället till djursjukhus. Dessa kliniker har inte heller jour.